# كلير ويل
كلير ويل (بالإنجليزية: Clare Wille)‏ هي ممثلة بريطانية، ولدت في 1973 في Bucklow Rural District ‏ في المملكة المتحدة.

## وصلات خارجية
- كلير ويل على موقع IMDb (الإنجليزية)
- كلير ويل على موقع قاعدة بيانات الفيلم (الإنجليزية)